# Osip Braz
Osip Ėmmanuilovič Braz (in russo Осип Эммануилович Браз?; Odessa, 22 gennaio 1873 – Parigi, 6 novembre 1936) è stato un pittore russo.

## Biografia
Dopo aver conseguito il diploma di scuola superiore, nel 1889 si iscrisse alla scuola di disegno di Odessa, dove fu allievo di Kyriak Kostandi. Dal 1891 al 1894 frequentò a Monaco di Baviera la scuola di pittura dell'ungherese Simon Hollósy e i corsi di disegno dell'Accademia di Belle Arti. Si trasferì poi a Parigi dove espose i suoi quadri alla grande mostra del Campo di Marte, e nei Paesi Bassi studiò i grandi maestri del XVII secolo. Tornato in Russia nel 1895, fu allievo di Il'ja Repin nell'Accademia di Belle Arti di San Pietroburgo, dove si diplomò nel 1897.
Dal 1900 al 1905 tenne una scuola di pittura - famosa divenne la sua allieva Zinaida Serebrjakova - e fece parte del circolo artistico Мир искусства (Mondo dell'arte), partecipò a diverse mostre e si dedicò anche all'incisione. Si fece una buona fama come ritrattista, ritraendo nel tempo Anton Čechov, Leonid Pasternak, A. P. Sokolov, Konstantin Somov, K. Pervuchina, I. J. Ginzburg, e dipinse numerosi paesaggi della Crimea e della Finlandia.
Nel 1907 Braz si trasferì in Francia, dove visse fino al 1911. Tornato in Russia, nel 1914, Braz fu nominato membro dell'Accademia di Belle Arti di Pietroburgo. Si occupò, con altri, del restauro dei dipinti dell'Ermitage e con la Rivoluzione, nel 1918 ne divenne direttore. 
Nel 1924 fu accusato di spionaggio. Incarcerato e poi internato in un campo di lavoro, poté disegnare e dipingere, ritraendo la vita degli internati. Liberato nel 1926 su richiesta del circolo degli artisti di San Pietroburgo, nel 1928 gli fu permesso di espatriare e si stabilì con la sua famiglia prima in Germania, e poi a Parigi, dove si dedicò all'antiquariato e raccolse un'ampia collezione d'opere d'arte. Morì a Parigi nel 1936 e fu sepolto a Chantilly.

## Opere
- Ritratto di E. M. Martynova, 1896
- Ritratto del pittore N. D. Kuznecov, 1897
- Ritratto di A. Čechov, 1898
- Ritratto di E. M. Tolstoj, 1900